# Léo Seydoux
Léo Louis Seydoux (Riaz, 16 maart 1998) is een Zwitsers voetballer die doorgaans speelt als aanvaller. Hij verruilde in 2025 FC Dordrecht voor Neuchâtel Xamax FCS.

## Carrière
Seydoux genoot zijn jeugdopleiding bij FC Remaufens, FC Bulle, FC Fribourg en Young Boys Bern. Op 26 september 2018 maakte hij zijn officiële debuut in het eerste elftal van laatstgenoemde club: in de competitiewedstrijd tegen FC St. Gallen (2-0-winst) mocht hij in de 81e minuut invallen voor Thorsten Schick. Seydoux speelde dat seizoen drie competitiewedstrijden voor Young Boys Bern.
In het seizoen 2019/20 speelde Seydoux op huurbasis bij Neuchâtel Xamax FCS. Hij werd er al gauw een vaste waarde. Na afloop van zijn uitleenbeurt kwam hij niet aan spelen toe bij Young Boys Bern, waarop hij in januari 2021 de overstap maakte naar de Belgische tweedeklasser KVC Westerlo.

### KVC Westerlo
Op 24 januari 2021 maakte Seydoux zijn debuut voor KVC Westerlo, dat op dat moment uitkwam in de Challenger Pro League, tegen RFC Seraing (4-3). Hij speelde de rest van het seizoen 2021/22 veel, maar het seizoen erna werd dat minder.

### Beerschot VA
In het seizoen 2022/23 werd Seydoux verhuurd aan Beerschot, dat uitkwam in de Challenger Pro League. Hij maakte zijn debuut voor de club op 13 augustus 2022, tegen KSK Beveren. Hij speelde meteen de hele wedstrijd. De wedstrijd erna, tegen SL16 (2-2), maakte hij zijn eerste doelpunt op aangeven van Thibaud Verlinden. Seydoux kwam tot 34 wedstrijden voor Beerschot. Beerschot liep promotie mis en de koopoptie op Seydoux werd niet gelicht. Seydoux keerde terug naar KVC Westerlo, maar kwam in het halfjaar bij de club niet in actie.

### FC Dordrecht
In januari 2024 maakte Seydoux de overstap naar FC Dordrecht, dat uitkwam in de Keuken Kampioen Divisie. Hij maakte zijn debuut voor de club op 22 januari, tegen Jong AZ (1-5). Hij begon in de basis, en werd in de 72e minuut gewisseld voor Ilias Bronkhorst. Op 19 april 2024 maakte Seydoux zijn eerste doelpunt, tegen TOP Oss (3-1). Seydoux was aanvoerder op 29 oktober 2024, in de verloren bekerwedstrijd tegen vv Noordwijk (1-2). 
Medio 2025 verruilde Seydoux Dordrecht voor zijn oude club Neuchâtel Xamax FCS.

## Clubstatistieken
| Seizoen                    | Club              | Competitie      | Competitie | Competitie | Beker | Beker | Overig | Overig | Totaal | Totaal |
| Seizoen                    | Club              | Competitie      | Wed.       | Dlp.       | Wed.  | Dlp.  | Wed.   | Dlp.   | Wed.   | Dlp.   |
| -------------------------- | ----------------- | --------------- | ---------- | ---------- | ----- | ----- | ------ | ------ | ------ | ------ |
| 2018/19                    | BSC Young Boys    | Super League    | 3          | 0          | 0     | 0     | 0      | 0      | 3      | 0      |
| 2019/20                    | → Neuchâtel Xamax | Super League    | 35         | 0          | 3     | 0     | —      | —      | 38     | 0      |
| 2020/21                    | KVC Westerlo      | Eerste Klasse B | 12         | 0          | 1     | 0     | —      | —      | 13     | 0      |
| 2021/22                    | KVC Westerlo      | Eerste Klasse B | 15         | 2          | 1     | 0     | —      | —      | 16     | 2      |
| 2022/23                    | → Beerschot V.A.  | Eerste Klasse B | 32         | 1          | 2     | 0     | —      | —      | 34     | 1      |
| 2023/24                    | FC Dordrecht      | Eerste divisie  | 13         | 1          | 0     | 0     | 2      | 0      | 15     | 1      |
| 2024/25                    | FC Dordrecht      | Eerste divisie  | 34         | 1          | 1     | 0     | 1      | 0      | 36     | 1      |
| TOTAAL                     | TOTAAL            | TOTAAL          | 144        | 5          | 8     | 0     | 3      | 0      | 155    | 5      |
| Bijgewerkt op 19 juni 2025 |                   |                 |            |            |       |       |        |        |        |        |